# 细叶槭
细叶槭（学名：Acer leptophyllum）为无患子科槭属的植物，是中国的特有植物。分布在中国大陆的江西等地，生长于海拔300米的地区，多生长于疏林中，目前已由人工引种栽培。